# Santa Rita do Itueto
Santa Rita do Itueto is een gemeente in de Braziliaanse deelstaat Minas Gerais. De gemeente telt 5.739 inwoners (schatting 2009).

## Aangrenzende gemeenten
De gemeente grenst aan Conselheiro Pena, Itueta, Pocrane en Resplendor.